# Рожавёльдьи, Иштван
Иштван Рожавёльдьи (венг. István Rózsavölgyi; 30 марта 1929, Будапешт — 27 января 2011) — венгерский легкоатлет, мировой рекордсмен, бронзовый призёр летних Олимпийских игр в Риме (1960) в беге на 1500 метров.

## Спортивная карьера
Тренировался под руководством тренера Михая Иглои. Один из лучших бегунов Европы на средние дистанции 1950-х гг. Был мировым рекордсменом на дистанциях: 1000 м — 2.19,0 (1955), 1500 м — 3.40,6 (1956), 2000 м — 5.02,2 (1955). Выступал за спортивное общество «Гонвед» (Будапешт).
На мельбурнских летних Играх (1956) был не в лучшей форме, через четыре года в Риме стал бронзовым призёром на дистанции 1500 м. Серебряный призёр Спартакиады дружественных армий 1958 в беге на 800 метров. В 1962 г. закончил спортивную карьеру.